# Magyarország az 1997-es úszó-Európa-bajnokságon
Magyarország a spanyolországi Sevillában megrendezett 1997-es úszó-Európa-bajnokság egyik részt vevő nemzete volt.

## Versenyzők száma
| Sportág, szakág  | Magyar résztvevő | Magyar résztvevő | Magyar résztvevő |
| Sportág, szakág  | Férfi            | Nő               | Össz.            |
| Úszás            | 8                | 6                | 14               |
| Nyílt vízi úszás | 1                | 2                | 3                |
| Műugrás          | 1                | 1                | 2                |
| Vízilabda        | 15               | 14               | 29               |
| Szinkronúszás    | –                | 10               | 10               |
| Összesen         | 25               | 33               | 58               |

## Érmesek
| Érem  | Versenyző | Versenyszám      | Versenyszám     | Dátum         |
| ----- | --- | ---------------- | --------------- | ------------- |
| Arany | Kovács Rita | Nyílt vízi úszás | 25 km           | augusztus 15. |
| Arany | Kovács Ágnes | úszás            | 200 m mell      | augusztus 19. |
| Arany | Kovács Ágnes | úszás            | 100 m mell      | augusztus 22. |
| Arany | Benedek Tibor Fodor Rajmund Kásás Tamás Kiss Gergely Kovács Zoltán Kósz Zoltán Märcz Tamás Molnár Tamás Németh Zsolt Steinmetz Barnabás Székely Bulcsú Tóth Frank Varga I. Zsolt Vári Attila Vincze Balázs | vízilabda        | férfi vízilabda | augusztus 23. |
| Ezüst | Güttler Károly | úszás            | 100 m mell      | augusztus 19. |
| Bronz | Kovács Rita | Nyílt vízi úszás | 5 km            | augusztus 17. |
| Bronz | Szabados Béla | úszás            | 200 m gyors     | augusztus 19. |

## Úszás
Férfi
| Versenyző       | Versenyszám    | Előfutam | Előfutam | Előfutam | Döntő        | Döntő        |
| Versenyző       | Versenyszám    | Idő      | Hely.    | Össz.    | Idő          | Helyezés     |
| --------------- | -------------- | -------- | -------- | -------- | ------------ | ------------ |
| Batházi István  | 200 m vegyes   | 2:04,81  | 4.       |          | 2:04,81      | 11.          |
| Batházi István  | 400 m vegyes   | 4:25,06  | 3.       |          | 4:21,93      | 5.           |
| Gáspár Zsolt    | 200 m gyors    | 1:53,79  | 5.       |          | visszalépett | visszalépett |
| Gáspár Zsolt    | 100 m pillangó | 55,20    | 4.       |          | 55,08        | 15.          |
| Güttler Károly  | 100 m mell     | 1:02,80  | 1.       |          | 1:02,23      |              |
| Horváth Péter   | 100 m pillangó | 54,38    | 3.       |          | 54,51        | 8.           |
| Horváth Péter   | 200 m pillangó | kizárva  | kizárva  | kizárva  | kiesett      | kiesett      |
| Kovács Vilmos   | 100 m mell     | 1:04,51  | 5.       | 20.      | kiesett      | kiesett      |
| Kovács Vilmos   | 200 m mell     | 2:17,33  | 5.       |          | 2:17,53      | 13.          |
| Szabados Béla   | 200 m gyors    | 1:51,08  | 3.       |          | 1:49,98      |              |
| Szabados Béla   | 400 m gyors    | 3:54,49  | 2.       |          | 3:55,19      | 7.           |
| Szilágyi Zoltán | 400 m gyors    | 3:56,27  | 4.       |          | 3:56,48      | 11.          |
| Zubor Attila    | 50 m gyors     | 23,78    | 2.       | 23.      | kiesett      | kiesett      |
| Zubor Attila    | 100 m gyors    | 50,86    | 4.       |          | 50,79        | 9.           |

Női
| Versenyző                                           | Versenyszám      | Előfutam | Előfutam | Előfutam | Döntő   | Döntő    |
| Versenyző                                           | Versenyszám      | Idő      | Hely.    | Össz.    | Idő     | Helyezés |
| --------------------------------------------------- | ---------------- | -------- | -------- | -------- | ------- | -------- |
| Csapó Krisztina                                     | 200 m pillangó   | 2:19,64  | 7.       | 20.      | kiesett | kiesett  |
| Kiss Annamária                                      | 100 m hát        | 1:06,25  | 7.       | 23.      | kiesett | kiesett  |
| Kiss Annamária                                      | 200 m hát        | 2:22,90  | 7.       | 21.      | kiesett | kiesett  |
| Klocker Edit                                        | 100 m pillangó   | 1:04,28  | 6.       | 29.      | kiesett | kiesett  |
| Klocker Edit                                        | 200 m pillangó   | 2:19,51  | 6.       | 19.      | kiesett | kiesett  |
| Kovács Ágnes                                        | 100 m mell       | 1:08,22  | 1.       |          | 1:08,08 |          |
| Kovács Ágnes                                        | 200 m mell       | 2:27,81  | 1.       |          | 2:24,90 |          |
| Nyíry Anna                                          | 100 m pillangó   | 1:03,61  | 8.       | 24.      | kiesett | kiesett  |
| Révész Katalin                                      | 50 m gyors       | 27,22    | 1.       | 30.      | kiesett | kiesett  |
| Révész Katalin                                      | 100 m gyors      | 58,42    | 8.       | 24.      | kiesett | kiesett  |
| Nyíry Anna Kovács Ágnes Klocker Edit Révész Katalin | 4 × 100 m vegyes | 4:14,96  | 5.       |          | 4:14,10 | 7.       |

## Nyílt vízi úszás
Férfi
| Versenyző       | Versenyszám | Idő     | Helyezés |
| --------------- | ----------- | ------- | -------- |
| Csendes Norbert | 5 km        | 1:05:10 | 21.      |
| Csendes Norbert | 25 km       | 6:00:49 | 16.      |

Női
| Versenyző     | Versenyszám | Idő     | Helyezés |
| ------------- | ----------- | ------- | -------- |
| Kovács Rita   | 5 km        | 1:01,06 |          |
| Kovács Rita   | 25 km       | 5:21,58 |          |
| Balázs Eszter | 5 km        | 1:05,15 | 21.      |

## Műugrás
Férfi
| Versenyző    | Versenyszám | Selejtező | Selejtező | Elődöntő | Elődöntő | Döntő   | Döntő    |
| Versenyző    | Versenyszám | Pont      | Hely.     | Pont     | Helyezés | Pont    | Helyezés |
| ------------ | ----------- | --------- | --------- | -------- | -------- | ------- | -------- |
| Lengyel Imre | 1 m műugrás | 304,32    | 10.       | 307,71   | 8.       | kiesett | kiesett  |
| Lengyel Imre | 3 m műugrás | 373,68    | 6.        | 582,36   | 5.       | 550,65  | 7.       |

Női
| Versenyző      | Versenyszám | Selejtező | Selejtező | Elődöntő | Elődöntő | Döntő  | Döntő    |
| Versenyző      | Versenyszám | Pont      | Hely.     | Pont     | Helyezés | Pont   | Helyezés |
| -------------- | ----------- | --------- | --------- | -------- | -------- | ------ | -------- |
| Pintér Orsolya | 3 m műugrás | 267,33    | 6.        | 469,35   | 5.       | 474,33 | 8.       |

## Szinkronúszás
| Versenyző | Versenyszám | Kötelező | Kötelező | Szabad | Szabad | Selejtező | Selejtező | Döntő   | Döntő   |
| Versenyző | Versenyszám | Pont     | Hely     | Pont   | Hely   | Pont      | Hely      | Pont    | Hely    |
| --- | ----------- | -------- | -------- | ------ | ------ | --------- | --------- | ------- | ------- |
| Hámori Zsuzsanna | Egyéni      | 83,160   | 16.      |        |        | 85,750    | 14.       | kiesett | kiesett |
| Hámori Zsuzsanna Marschalkó Petra                                                                                               | Páros       | 82,080   | 16.      |        |        | 82,678    | 14.       | kiesett | kiesett |
| Almási Eszter Kapusi Nikoletta Kontha Ágnes Marschalkó Petra Merza Krisztina Ökrös Anna Sidó Kamilla Szále Katalin Szegedi Dóra | Csapat      | 81,840   | 14.      |        |        | 84,880    | 15.       | kiesett | kiesett |

## Vízilabda

### Férfi
A magyar férfi vízilabda-válogatott kerete:
| Magyar nemzeti férfi vízilabdacsapat-játékoskeret | Magyar nemzeti férfi vízilabdacsapat-játékoskeret | Magyar nemzeti férfi vízilabdacsapat-játékoskeret | Magyar nemzeti férfi vízilabdacsapat-játékoskeret | Magyar nemzeti férfi vízilabdacsapat-játékoskeret | Magyar nemzeti férfi vízilabdacsapat-játékoskeret |
| #                                                 | Név                                               | Poszt                                             | Kor (1997. augusztus 13. szerint)                 | Klub                                              |                                                   |
| ------------------------------------------------- | ------------------------------------------------- | ------------------------------------------------- | ------------------------------------------------- | ------------------------------------------------- | ------------------------------------------------- |
|                                                   | Benedek Tibor                                     | M                                                 | 1972. július 12. (25 évesen)                      | IA Roma                                           |                                                   |
|                                                   | Fodor Rajmund                                     | M                                                 | 1975. február 21. (22 évesen)                     | Ferencváros                                       |                                                   |
|                                                   | Kásás Tamás                                       | M                                                 | 1976. július 20. (21 évesen)                      | Újpesti TE                                        |                                                   |
|                                                   | Kiss Gergely                                      | M                                                 | 1977. szeptember 21. (19 évesen)                  | Ferencváros                                       |                                                   |
|                                                   | Kovács Zoltán                                     | K                                                 | 1974. május 26. (23 évesen)                       | Újpesti TE                                        |                                                   |
|                                                   | Kósz Zoltán                                       | K                                                 | 1967. november 26. (29 évesen)                    | Vasas                                             |                                                   |
|                                                   | Märcz Tamás                                       | M                                                 | 1974. július 17. (23 évesen)                      | BVSC                                              |                                                   |
|                                                   | Molnár Tamás                                      | M                                                 | 1975. augusztus 2. (22 évesen)                    | Szeged                                            |                                                   |
|                                                   | Németh Zsolt                                      | M                                                 | 1970. április 15. (27 évesen)                     | BVSC                                              |                                                   |
|                                                   | Steinmetz Barnabás                                | M                                                 | 1975. október 6. (21 évesen)                      | Ferencváros                                       |                                                   |
|                                                   | Székely Bulcsú                                    | M                                                 | 1976. június 2. (21 évesen)                       | Ferencváros                                       |                                                   |
|                                                   | Tóth Frank                                        | M                                                 | 1970. június 17. (27 évesen)                      | Vasas                                             |                                                   |
|                                                   | Varga I. Zsolt                                    | M                                                 | 1972. március 9. (25 évesen)                      | BVSC                                              |                                                   |
|                                                   | Vári Attila                                       | M                                                 | 1976. február 26. (21 évesen)                     | Vasas                                             |                                                   |
|                                                   | Vincze Balázs                                     | M                                                 | 1967. június 27. (30 évesen)                      | Bečej                                             |                                                   |
| Szövetségi kapitány: Kemény Dénes                 |                                                   |                                                   |                                                   |                                                   |                                                   |

Csoportkör
B csoport
| Csapat        | M | Gy | D | V | G+ | G– | Gk  | P |
| ------------- | - | -- | - | - | -- | -- | --- | - |
| Horvátország  | 5 | 4  | 1 | 0 | 40 | 23 | +17 | 9 |
| Magyarország  | 5 | 3  | 2 | 0 | 52 | 31 | +21 | 8 |
| Spanyolország | 5 | 3  | 1 | 1 | 40 | 25 | +15 | 7 |
| Szlovákia     | 5 | 2  | 0 | 3 | 28 | 39 | –11 | 4 |
| Hollandia     | 5 | 1  | 0 | 4 | 28 | 39 | –11 | 2 |
| Ukrajna       | 5 | 0  | 0 | 5 | 17 | 48 | –31 | 0 |

| 1997. augusztus 13. 19:00 | Magyarország                                                           | 13–3              | Ukrajna                          | Mairena uszoda Nézőszám: 500 Játékvezetők: Radjenovics (jugoszláv) Sztavropulosz (görög) |
| 1997. augusztus 13. 19:00 | (3–0, 4–0, 4–1, 2–2)                                                   |                   |                                  | Mairena uszoda Nézőszám: 500 Játékvezetők: Radjenovics (jugoszláv) Sztavropulosz (görög) |
| 1997. augusztus 13. 19:00 | Kásás, Benedek 3–3 Steinmetz 2 Székely, Molnár, Vári, Kiss, Vincze 1–1 |                   | Csuprik, Irsicsev, Sevcsenko 1–1 | Mairena uszoda Nézőszám: 500 Játékvezetők: Radjenovics (jugoszláv) Sztavropulosz (görög) |
| 1997. augusztus 13. 19:00 | 5/3                                                                    | Gól / emberelőny  | 2/1                              | Mairena uszoda Nézőszám: 500 Játékvezetők: Radjenovics (jugoszláv) Sztavropulosz (görög) |
| 1997. augusztus 13. 19:00 | 0/0                                                                    | Gól / négyméteres | 0/0                              | Mairena uszoda Nézőszám: 500 Játékvezetők: Radjenovics (jugoszláv) Sztavropulosz (görög) |

| 1997. augusztus 14. 22:15 | Horvátország                                       | 7–7              | Magyarország                                    | San Pablo uszoda Nézőszám: 1500 Játékvezetők: Lüdecke (német) Afanaszjev (orosz) |
| 1997. augusztus 14. 22:15 | (2–1, 3–3, 2–3, 0–0)                               |                  |                                                 | San Pablo uszoda Nézőszám: 1500 Játékvezetők: Lüdecke (német) Afanaszjev (orosz) |
| 1997. augusztus 14. 22:15 | D. Kobešćak, Kržić 2–2 Vrbičić, Ivaniš, Glavan 1–1 |                  | Steinmetz, Molnár 2–2 Kásás, Benedek, Fodor 1–1 | San Pablo uszoda Nézőszám: 1500 Játékvezetők: Lüdecke (német) Afanaszjev (orosz) |
| 1997. augusztus 14. 22:15 | 6/5                                                | Gól / emberelőny | 7/4                                             | San Pablo uszoda Nézőszám: 1500 Játékvezetők: Lüdecke (német) Afanaszjev (orosz) |

| 1997. augusztus 15. 18:00 | Magyarország                                 | 12–6              | Szlovákia                                | Mairena uszoda Nézőszám: 1000 Játékvezetők: Turga (török) Galkin (orosz) |
| 1997. augusztus 15. 18:00 | (2–2, 3–1, 3–2, 4–1)                         |                   |                                          | Mairena uszoda Nézőszám: 1000 Játékvezetők: Turga (török) Galkin (orosz) |
| 1997. augusztus 15. 18:00 | Benedek 4 Kiss, Varga 3–3 Tóth F., Märcz 1–1 |                   | Nagy 2 Nižný, Polačik, Bačo, Jančich 1–1 | Mairena uszoda Nézőszám: 1000 Játékvezetők: Turga (török) Galkin (orosz) |
| 1997. augusztus 15. 18:00 | 8/3                                          | Gól / emberelőny  | 6/2                                      | Mairena uszoda Nézőszám: 1000 Játékvezetők: Turga (török) Galkin (orosz) |
| 1997. augusztus 15. 18:00 |                                              | Gól / négyméteres | 1/1                                      | Mairena uszoda Nézőszám: 1000 Játékvezetők: Turga (török) Galkin (orosz) |

| 1997. augusztus 16. 21:00 | Magyarország                             | 7–7              | Spanyolország                                       | San Pablo uszoda Nézőszám: 4000 Játékvezetők: Aglialoro (olasz) Radjenovics (jugoszláv) |
| 1997. augusztus 16. 21:00 | (2–1, 1–2, 2–3, 2–1)                     |                  |                                                     | San Pablo uszoda Nézőszám: 4000 Játékvezetők: Aglialoro (olasz) Radjenovics (jugoszláv) |
| 1997. augusztus 16. 21:00 | Fodor 3 Varga, Kiss, Tóth F., Németh 1–1 |                  | Marcos, Estiarte 2–2 Pedrerol, Hernández, Gómez 1–1 | San Pablo uszoda Nézőszám: 4000 Játékvezetők: Aglialoro (olasz) Radjenovics (jugoszláv) |
| 1997. augusztus 16. 21:00 | 8/3                                      | Gól / emberelőny | 11/6                                                | San Pablo uszoda Nézőszám: 4000 Játékvezetők: Aglialoro (olasz) Radjenovics (jugoszláv) |

| 1997. augusztus 17. 19:15 | Magyarország                                                                           | 13–8             | Hollandia                                                            | Mairena uszoda Nézőszám: 1200 Játékvezetők: Rajenovics (jugoszláv) Lüdecke (német) |
| 1997. augusztus 17. 19:15 | (3–2, 3–0, 4–1, 3–5)                                                                   |                  |                                                                      | Mairena uszoda Nézőszám: 1200 Játékvezetők: Rajenovics (jugoszláv) Lüdecke (német) |
| 1997. augusztus 17. 19:15 | Benedek 3 Kásás, Fodor 2–2, Varga 1, Székely 1, Vári 1, Kiss 1, Vincze 1, Steinmetz 1, |                  | Zuidweg 2 Van der Meer, Wenburg, Uri, De Jong, De Groot, Havenga 1–1 | Mairena uszoda Nézőszám: 1200 Játékvezetők: Rajenovics (jugoszláv) Lüdecke (német) |
| 1997. augusztus 17. 19:15 | 8/6                                                                                    | Gól / emberelőny | 4/1                                                                  | Mairena uszoda Nézőszám: 1200 Játékvezetők: Rajenovics (jugoszláv) Lüdecke (német) |

Negyeddöntő
| 1997. augusztus 19. 21:30 | Magyarország                         | 8–7              | Olaszország                                                    | San Pablo uszoda Nézőszám: 1500 Játékvezetők: Galkin (orosz) Fjärstadt (svéd) |
| 1997. augusztus 19. 21:30 | (0–2, 5–1, 2–2, 2–3)                 |                  |                                                                | San Pablo uszoda Nézőszám: 1500 Játékvezetők: Galkin (orosz) Fjärstadt (svéd) |
| 1997. augusztus 19. 21:30 | Kiss, Molnár 3–3 Tóth F. 2 Benedek 1 |                  | A. Calcaterra 3 Sottani 2 Temellini, R. Calcaterra, Silipo 1–1 | San Pablo uszoda Nézőszám: 1500 Játékvezetők: Galkin (orosz) Fjärstadt (svéd) |
| 1997. augusztus 19. 21:30 | 12/6                                 | Gól / emberelőny | 12/5                                                           | San Pablo uszoda Nézőszám: 1500 Játékvezetők: Galkin (orosz) Fjärstadt (svéd) |

Elődöntő
| 1997. augusztus 21. 21:30 | Magyarország                                                       | 10–7             | Oroszország                                                            | San Pablo uszoda Nézőszám: 2500 Játékvezetők: Papazian (francia) Bookelman (holland) |
| 1997. augusztus 21. 21:30 | (4–2, 2–3, 1–0, 3–2)                                               |                  |                                                                        | San Pablo uszoda Nézőszám: 2500 Játékvezetők: Papazian (francia) Bookelman (holland) |
| 1997. augusztus 21. 21:30 | Vincze, Fodor 2–2 Tóth F., Varga, Kásás, Kiss, Benedek, Németh 1–1 |                  | Revaz Csomakidze, Kravcsenko 2–2 D. Apanaszenko, Panfili, Zinnurov 1–1 | San Pablo uszoda Nézőszám: 2500 Játékvezetők: Papazian (francia) Bookelman (holland) |
| 1997. augusztus 21. 21:30 | 8/5                                                                | Gól / emberelőny | 10/4                                                                   | San Pablo uszoda Nézőszám: 2500 Játékvezetők: Papazian (francia) Bookelman (holland) |

Döntő
| 1997. augusztus 23. 21:30 | Magyarország         | 3–2              | Jugoszlávia | San Pablo uszoda Nézőszám: 3500 Játékvezetők: Papazian (francia) Aglialoro (olasz) |
| 1997. augusztus 23. 21:30 | (1–0, 0–1, 0–1, 2–0) |                  |             | San Pablo uszoda Nézőszám: 3500 Játékvezetők: Papazian (francia) Aglialoro (olasz) |
| 1997. augusztus 23. 21:30 | Kásás 3              |                  | Uskoković 2 | San Pablo uszoda Nézőszám: 3500 Játékvezetők: Papazian (francia) Aglialoro (olasz) |
| 1997. augusztus 23. 21:30 | 11/1                 | Gól / emberelőny | 7/2         | San Pablo uszoda Nézőszám: 3500 Játékvezetők: Papazian (francia) Aglialoro (olasz) |

| Csapat       | Helyezés |
| ------------ | -------- |
| Magyarország |          |

### Női
A magyar női vízilabda-válogatott kerete:
| Magyar nemzeti női vízilabdacsapat-játékoskeret | Magyar nemzeti női vízilabdacsapat-játékoskeret | Magyar nemzeti női vízilabdacsapat-játékoskeret | Magyar nemzeti női vízilabdacsapat-játékoskeret | Magyar nemzeti női vízilabdacsapat-játékoskeret | Magyar nemzeti női vízilabdacsapat-játékoskeret |
| #                                               | Név                                             | Poszt                                           | Kor (1997. augusztus 13. szerint)               | Klub                                            |                                                 |
| ----------------------------------------------- | ----------------------------------------------- | ----------------------------------------------- | ----------------------------------------------- | ----------------------------------------------- | ----------------------------------------------- |
|                                                 | Ábel Krisztina                                  | M                                               | 1973. 0. (24 évesen)                            | Szentes                                         |                                                 |
|                                                 | Drávucz Rita                                    | M                                               | 1980. április 14. (17 évesen)                   | Szentes                                         |                                                 |
|                                                 | Pelle Anikó                                     | M                                               | 1978. szeptember 28. (18 évesen)                | BVSC                                            |                                                 |
|                                                 | Rafael Irén                                     | M                                               | 1966. október 11. (30 évesen)                   | Bologna                                         |                                                 |
|                                                 | Rédei Katalin                                   | M                                               | 1976. április 5. (21 évesen)                    | BVSC                                            |                                                 |
|                                                 | Sipos Edit                                      | M                                               | 1975. március 2. (22 évesen)                    | Szentes                                         |                                                 |
|                                                 | Soós Ildikó                                     | K                                               | 1976. december 27. (20 évesen)                  | BEAC                                            |                                                 |
|                                                 | Stieber Mercédesz                               | M                                               | 1974. szeptember 4. (22 évesen)                 | Palermo                                         |                                                 |
|                                                 | Szalkay Orsolya                                 | K                                               | 1968. augusztus 19. (28 évesen)                 | BVSC                                            |                                                 |
|                                                 | Szremkó Krisztina                               | M                                               | 1972. január 6. (25 évesen)                     | Szentes                                         |                                                 |
|                                                 | Tiborcz Lilla                                   | M                                               | 1975. 0. (22 évesen)                            | BEAC                                            |                                                 |
|                                                 | Tóth Gabriella                                  | M                                               | 1975. június 4. (22 évesen)                     | Szentes                                         |                                                 |
|                                                 | Tóth Noémi                                      | M                                               | 1976. június 7. (21 évesen)                     | Szentes                                         |                                                 |
|                                                 | Valkai Erzsébet                                 | M                                               | 1979. március 6. (18 évesen)                    | Kecskemét                                       |                                                 |
| Szövetségi kapitány: Tóth Gyula                 |                                                 |                                                 |                                                 |                                                 |                                                 |

Csoportkör
A csoport
| Csapat        | M | Gy | D | V | G+ | G– | Gk  | P  |
| ------------- | - | -- | - | - | -- | -- | --- | -- |
| Görögország   | 5 | 5  | 0 | 0 | 43 | 19 | +24 | 10 |
| Magyarország  | 5 | 4  | 0 | 1 | 70 | 14 | +56 | 8  |
| Németország   | 5 | 3  | 0 | 2 | 30 | 31 | –1  | 6  |
| Franciaország | 5 | 2  | 0 | 3 | 34 | 41 | –7  | 4  |
| Jugoszlávia   | 5 | 1  | 0 | 4 | 24 | 50 | –26 | 2  |
| Csehország    | 5 | 0  | 0 | 5 | 25 | 71 | –46 | 0  |

| 1997. augusztus 13. 11:30 | Magyarország                                    | 13–2             | Franciaország         | San Pablo uszoda Nézőszám: 400 Játékvezetők: Timoc (román) Cillero (olasz) |
| 1997. augusztus 13. 11:30 | (4–0, 4–1, 2–1, 3–0)                            |                  |                       | San Pablo uszoda Nézőszám: 400 Játékvezetők: Timoc (román) Cillero (olasz) |
| 1997. augusztus 13. 11:30 | Stieber 5 Szremkó 3 Sipos, Tiborcz 2–2 Rafael 1 |                  | Jouy, Destailleur 1–1 | San Pablo uszoda Nézőszám: 400 Játékvezetők: Timoc (román) Cillero (olasz) |
| 1997. augusztus 13. 11:30 | 3/3                                             | Gól / emberelőny | 6/2                   | San Pablo uszoda Nézőszám: 400 Játékvezetők: Timoc (román) Cillero (olasz) |

| 1997. augusztus 14. 17:00 | Görögország                                         | 7–6              | Magyarország                  | San Pablo uszoda Nézőszám: 400 Játékvezetők: Afanaszjev (orosz) Joaquin (spanyol) |
| 1997. augusztus 14. 17:00 | (2–1, 1–2, 3–1, 1–2)                                |                  |                               | San Pablo uszoda Nézőszám: 400 Játékvezetők: Afanaszjev (orosz) Joaquin (spanyol) |
| 1997. augusztus 14. 17:00 | Vasszo, Mikiki 2–2 Kozombóli, Maneta, Karajiáni 1–1 |                  | Stieber 3 Tóth G. 2 Szremkó 1 | San Pablo uszoda Nézőszám: 400 Játékvezetők: Afanaszjev (orosz) Joaquin (spanyol) |
| 1997. augusztus 14. 17:00 | 8/1                                                 | Gól / emberelőny | 7/1                           | San Pablo uszoda Nézőszám: 400 Játékvezetők: Afanaszjev (orosz) Joaquin (spanyol) |

| 1997. augusztus 15. 17:00 | Magyarország                                                                                   | 26–2              | Csehország          | San Pablo uszoda Nézőszám: 200 Játékvezetők: Bathurst (brit) Afanaszjev (orosz) |
| 1997. augusztus 15. 17:00 | (8–0, 8–1, 5–1, 5–0)                                                                           |                   |                     | San Pablo uszoda Nézőszám: 200 Játékvezetők: Bathurst (brit) Afanaszjev (orosz) |
| 1997. augusztus 15. 17:00 | Stieber, Szremkó, Tóth N. 5–5 Drávucz 3 Pelle, Rédei 2–2 Sipos, Rafael, Tiborcz, Valkai E. 1–1 |                   | Krasová, Casová 1–1 | San Pablo uszoda Nézőszám: 200 Játékvezetők: Bathurst (brit) Afanaszjev (orosz) |
| 1997. augusztus 15. 17:00 | 8/7                                                                                            | Gól / emberelőny  | 1/0                 | San Pablo uszoda Nézőszám: 200 Játékvezetők: Bathurst (brit) Afanaszjev (orosz) |
| 1997. augusztus 15. 17:00 | 3/3                                                                                            | Gól / négyméteres |                     | San Pablo uszoda Nézőszám: 200 Játékvezetők: Bathurst (brit) Afanaszjev (orosz) |

| 1997. augusztus 16. 10:15 | Magyarország                        | 10–2              | Németország     | San Pablo uszoda Nézőszám: 300 Játékvezetők: Galkin (orosz) Tulga (török) |
| 1997. augusztus 16. 10:15 | (3–1, 3–0, 2–1, 2–0)                |                   |                 | San Pablo uszoda Nézőszám: 300 Játékvezetők: Galkin (orosz) Tulga (török) |
| 1997. augusztus 16. 10:15 | Stieber 7 Szremkó, Rédei, Sipos 1–1 |                   | Vob, Kottig 1–1 | San Pablo uszoda Nézőszám: 300 Játékvezetők: Galkin (orosz) Tulga (török) |
| 1997. augusztus 16. 10:15 | 9/4                                 | Gól / emberelőny  | 6/2             | San Pablo uszoda Nézőszám: 300 Játékvezetők: Galkin (orosz) Tulga (török) |
| 1997. augusztus 16. 10:15 | 2/2                                 | Gól / négyméteres |                 | San Pablo uszoda Nézőszám: 300 Játékvezetők: Galkin (orosz) Tulga (török) |

| 1997. augusztus 17. 11:30 | Magyarország                                                                | 15–1              | Jugoszlávia | San Pablo uszoda Nézőszám: 300 Játékvezetők: Aglialoro (olasz) Bookelman (holland) |
| 1997. augusztus 17. 11:30 | (3–0, 6–0, 2–1, 4–0)                                                        |                   |             | San Pablo uszoda Nézőszám: 300 Játékvezetők: Aglialoro (olasz) Bookelman (holland) |
| 1997. augusztus 17. 11:30 | Szremkó 5 Stieber, Tóth G., Tiborcz 2–2 Tóth N., Valkai E., Rédei, Ábel 1–1 |                   | Kabok 1     | San Pablo uszoda Nézőszám: 300 Játékvezetők: Aglialoro (olasz) Bookelman (holland) |
| 1997. augusztus 17. 11:30 | 3/2                                                                         | Gól / emberelőny  | 4/1         | San Pablo uszoda Nézőszám: 300 Játékvezetők: Aglialoro (olasz) Bookelman (holland) |
| 1997. augusztus 17. 11:30 | 1/1                                                                         | Gól / négyméteres | 1/0         | San Pablo uszoda Nézőszám: 300 Játékvezetők: Aglialoro (olasz) Bookelman (holland) |

Negyeddöntő
| 1997. augusztus 19. 17:00 | Olaszország                                   | 8–7 (h. u.)       | Magyarország                                    | San Pablo uszoda Nézőszám: 800 Játékvezetők: Borrell (spanyol) Tulga (török) |
| 1997. augusztus 19. 17:00 | (2–2, 1–3, 2–0, 2–2, 0–0, 1–0)                |                   |                                                 | San Pablo uszoda Nézőszám: 800 Játékvezetők: Borrell (spanyol) Tulga (török) |
| 1997. augusztus 19. 17:00 | Allucci 3 Malato 2 Miceli, Consoli, Grego 1–1 |                   | Sipos, Stieber 2–2 Tóth G., Rafael, Tóth N. 1–1 | San Pablo uszoda Nézőszám: 800 Játékvezetők: Borrell (spanyol) Tulga (török) |
| 1997. augusztus 19. 17:00 | 6/2                                           | Gól / emberelőny  | 7/2                                             | San Pablo uszoda Nézőszám: 800 Játékvezetők: Borrell (spanyol) Tulga (török) |
| 1997. augusztus 19. 17:00 | 1/1                                           | Gól / négyméteres |                                                 | San Pablo uszoda Nézőszám: 800 Játékvezetők: Borrell (spanyol) Tulga (török) |

5–8. helyért
| 1997. augusztus 20. 17:00 | Magyarország                                      | 13–2              | Franciaország | San Pablo uszoda Nézőszám: 500 Játékvezetők: Borrell (spanyol) Femandez (spanyol) |
| 1997. augusztus 20. 17:00 | (3–1, 2–0, 3–1, 5–0)                              |                   |               | San Pablo uszoda Nézőszám: 500 Játékvezetők: Borrell (spanyol) Femandez (spanyol) |
| 1997. augusztus 20. 17:00 | Stieber 5, Rafael, Szremkó 3–3 Pelle, Drávucz 1–1 |                   | Gauthreau 2   | San Pablo uszoda Nézőszám: 500 Játékvezetők: Borrell (spanyol) Femandez (spanyol) |
| 1997. augusztus 20. 17:00 | 9/4                                               | Gól / emberelőny  | 12/1          | San Pablo uszoda Nézőszám: 500 Játékvezetők: Borrell (spanyol) Femandez (spanyol) |
| 1997. augusztus 20. 17:00 | 1/1                                               | Gól / négyméteres | 1/1           | San Pablo uszoda Nézőszám: 500 Játékvezetők: Borrell (spanyol) Femandez (spanyol) |

5. helyért
| 1997. augusztus 21. 18:15 | Magyarország                             | 10–5              | Németország                              | San Pablo uszoda Nézőszám: 700 Játékvezetők: Tulga (török) Kratochvil (szlovák) |
| 1997. augusztus 21. 18:15 | (3–1, 1–1, 4–1, 2–2)                     |                   |                                          | San Pablo uszoda Nézőszám: 700 Játékvezetők: Tulga (török) Kratochvil (szlovák) |
| 1997. augusztus 21. 18:15 | Stieber 5 Tóth N., Szremkó 2–2 Drávucz 1 |                   | Sleber 2 Szerdahelyi, Dierlof, Ölek 1 –1 | San Pablo uszoda Nézőszám: 700 Játékvezetők: Tulga (török) Kratochvil (szlovák) |
| 1997. augusztus 21. 18:15 | 7/5                                      | Gól / emberelőny  | 5/1                                      | San Pablo uszoda Nézőszám: 700 Játékvezetők: Tulga (török) Kratochvil (szlovák) |
| 1997. augusztus 21. 18:15 | 1/1                                      | Gól / négyméteres |                                          | San Pablo uszoda Nézőszám: 700 Játékvezetők: Tulga (török) Kratochvil (szlovák) |

| Csapat       | Helyezés |
| ------------ | -------- |
| Magyarország | 5. hely  |